# 富士興産
富士興産株式会社（ふじこうさん）は、アスファルトや油脂類をはじめとする石油製品販売を手がける会社である。2001年に石油精製部門から撤退し、現在は主にENEOSグループから燃料油、アスファルトなどの製品を調達している。
石油精製部門からは撤退したが、現在も軽油販売元売資格指定業者や農林漁業用国産A重油の元売会社としての認可を有している。

## 取扱商品
- 燃料油
- アスファルト
- 潤滑油
- AdBlue®（アドブルー）
- バイオディーゼル燃料（BDF）

## 太陽光発電事業
- 木更津発電所
- 中之条発電所
- 坂東発電所
- 蔵王発電所
- 岩手町第1･2発電所

## 沿革
- 1949年（昭和24年）9月 - 燃料の確保、供給を主たる目的として資本金50万円で創立。
- 1956年（昭和31年）10月 - 昭和石油の海南製油所を買収。操業開始。
- 1965年（昭和40年）10月 - 兵庫富士興産販売株式会社（のちのエフケー石油販売。2006年7月に当社と合併）を設立。
- 1966年（昭和40年）10月 - 東京都千代田区に富士興産アスファルト株式会社を設立。
- 1969年（昭和44年）9月 - 小名浜臨海工業団地の用地を取得。
- 1970年（昭和45年）5月 - 東京証券取引所2部上場。
- 1971年（昭和46年）10月 - 
  - 4月 - 大阪証券取引所2部上場。
  - 8月 - 東京証券取引所、大阪証券取引所1部上場。
- 1972年（昭和47年）10月 - 海南製油所拡張工事完了。
- 1973年（昭和48年）11月 - 福島県いわき市に小名浜事業所を新設し、タンク賃貸事業を開始。
- 1978年（昭和53年）10月 - 東京都千代田区に富士興産タンカー株式会社（のちのエフケールブネット、連結子会社。2010年7月に当社と合併）を設立。
- 1982年（昭和57年）7月 - 和歌山県海南市に富士タンク設備株式会社（現・富士エンジニアリング）を設立。
- 1984年（昭和59年）5月 - 小名浜事業所のタンク事業部門を小名浜石油㈱に営業譲渡。当社から小名浜石油小名浜事業所が分離・独立。
- 1985年（昭和60年）7月 - 海南製油所を海南石油精製に譲渡、石油精製事業から撤退。石油精製業から石油販売業となる。
- 1991年（平成3年）9月 - 小名浜石油の株式を三菱商事へ譲渡。
- 1992年（平成4年）
  - 1月 - 三菱石油株式会社（現・ENEOSホールディングス）と資本及び物流、販売等の業務提携。
  - 4月 - 海南石油精製の資産を引き継ぎ、関連会社の和歌山石油精製（現・ENEOS和歌山石油精製）が発足。石油製品委託製造を開始。
- 1993年（平成5年）3月 - 北海道札幌市の富士油業株式会社（2006年7月に当社と合併）、その子会社である北海道札幌市の富士レンタル株式会社を子会社化。
- 2000年（平成12年）10月 - 富士興産アスファルトを吸収合併。
- 2001年（平成13年）4月 - 和歌山石油精製が石油精製を停止。石油精製事業から完全に撤退。原油処理及び燃料油、アスファルト生産を停止して潤滑油製造に特化し、当社との間の業務提携内容を委託製造から潤滑油製品売買に切り替える。
- 2002年（平成14年）1月 - リテールを中心とした潤滑油販売を行うエフケールブネット株式会社が発足。リテールを中心とした潤滑油販売を開始。
- 2003年（平成15年）12月 - 富士油業株式会社が産業再生機構から支援決定を受ける。
- 2004年（平成16年）3月 - 潤滑油事業を新日本石油に譲渡。潤滑油は「フッコール」や「マッシモ」の自社ブランドや「カストロール」ブランドの販売を行っていた。
- 2004年（平成16年）5月 - 和歌山石油精製の第三者割当増資を当社が引き受けなかったことにより、関連会社ではなくなる。
- 2005年（平成17年）3月 - 富士エンジニアリングの株式を全て売却。
- 2005年（平成17年）10月 - 富士油業の株式を産業再生機構から買取る。
- 2006年（平成18年）
  - 4月 - 富士油業の家庭用燃料小売事業を分割して、富士ホームエナジー株式会社を新設。
  - 7月 - 子会社の富士油業、エフケー石油販売を合併。
- 2008年（平成20年）12月 - 当社の申請に基づき大阪証券取引所上場廃止。
- 2009年（平成21年）10月 - 業種が石油・石炭製品から卸売業へ変更。
- 2010年（平成22年）10月 - エフケールブネット株式会社を吸収合併。
- 2013年（平成25年）9月 - 千葉県木更津市にメガソーラー発電所を竣工。太陽光発電（メガソーラー）事業を開始。
- 2016年（平成28年）6月 - 監査役会設置会社から監査等委員会設置会社に移行。
- 2021年（令和3年）
  - 3月 - 指名・報酬諮問委員会を設置。
  - 9月 - 新規事業推進室を格上げし、経営企画部を新設。
- 2022年（令和4年）
  - 4月 - 東京証券取引所スタンダード市場に上場。
  - 6月 - 和歌山県海南市の和歌山営業所を閉鎖（大阪支店に統合）。
  - 10月 - 北海道北広島市の環境開発工業株式会社を子会社化。リサイクル事業を開始。
  - 2023年（令和5年）
    - 3月 - バイオディーゼル燃料を混和製造する岸和田製造所を開所。

  - 2024年（令和6年）
    - 3月 - 東京都千代田区神田駿河台に本社を移転。